# Edmund Weaver
Edmund Weaver (* um 1683; † 27. Dezember 1748) war ein englischer Astronom, Vermessungsingenieur und Freund von William Stukeley. Weaver's The British Telescope Ephemeriden (astronomische Tabellen) gilt als eine wichtige Publikation des 18. Jahrhunderts über die Bewegung der Planeten.

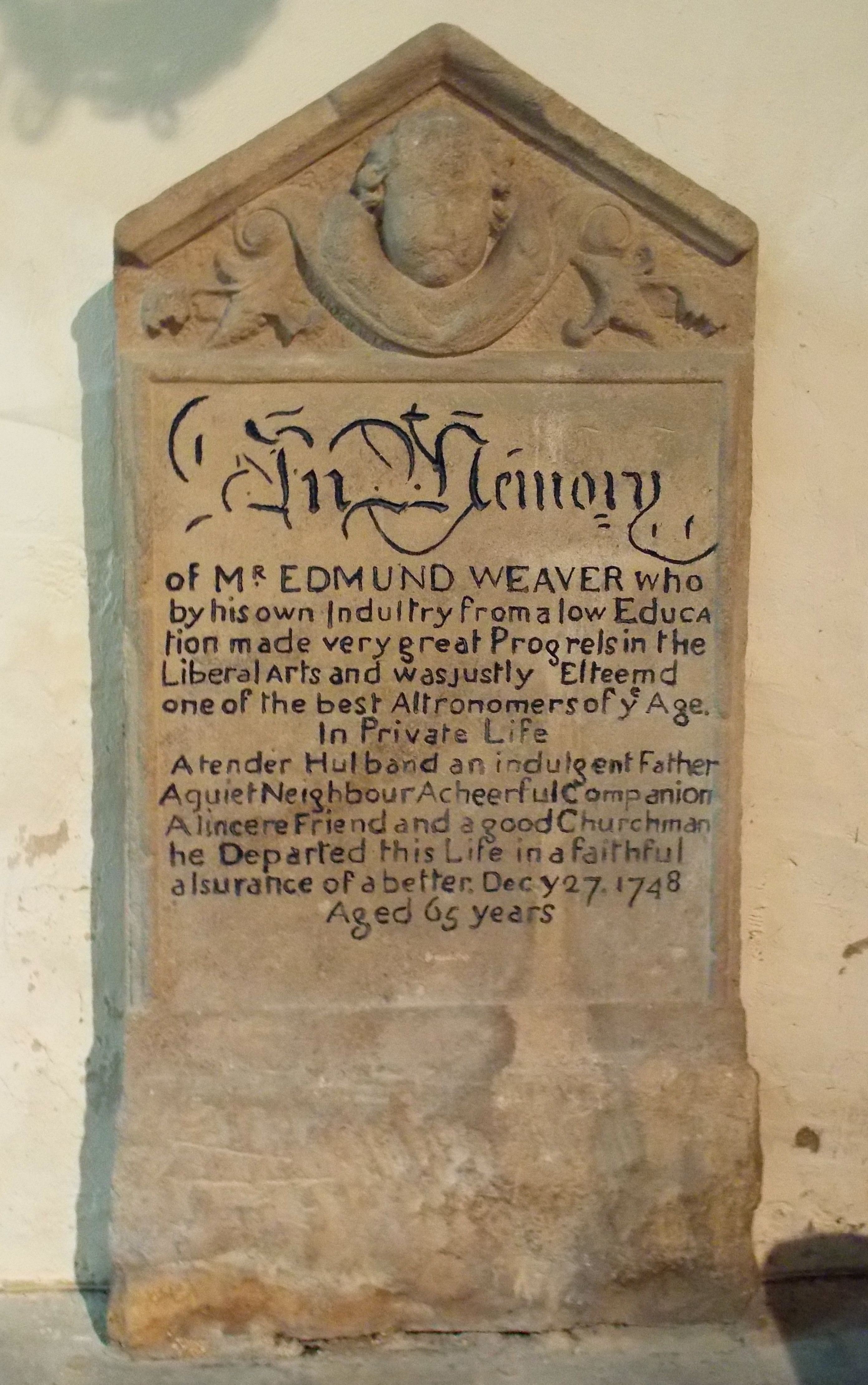
Gedenkstätte für Edmund Weaver in der St. Vinzenz-Kirche, Caythorpe.
Anmeldung: In Erinnerung an Herrn Edmund Weaver, der durch seinen eigenen Fleiß aus einer niedrigen Bildung sehr große Fortschritte in den freien Künsten machte und zu Recht als einer der besten Astronomen der Zeit angesehen wurde.
Privat war er ein zärtlicher Ehemann, ein nachsichtiger Vater, ein ruhiger Nachbar, ein fröhlicher Gefährte, ein aufrichtiger Freund und ein guter Kirchenmann, der dieses Leben in der Zuversicht auf ein besseres verließ. 27. Dezember 1748, im Alter von 65 Jahren

## Leben
Edmund Weaver wurde um 1683 geboren und lebte in Frieston in Lincolnshire. Er starb am 27. Dezember 1748 und wurde in der St. Vinzenz-Kirche, Caythorpe begraben, dem Dorf nördlich seines Wohnsitzes in Frieston. Im südlichen Altarraum der St. Vincent's Church befindet sich ein Denkmal für ihn.

## Astronomie
Als Autodidakt schrieb Weaver The British Telescope, was den Antiquar William Stukeley dazu veranlasste, ihn als „ein sehr ungewöhnliches Genie“ zu bezeichnen, „das sich selbst zum Meister der Astronomie gemacht hatte und kaum für den zweiten im Königreich gehalten werden konnte“. Durch die Zusammenarbeit mit Weaver entwickelte Stukeley ein Interesse an der Astronomie. Weavers Schriften über Astronomie und Astrologie wurden auch von Martin Folkes, dem Präsidenten der Society of Antiquaries, geschätzt.
Weaver unterstützte das heliozentrische Weltbild. Er wandte sich gegen die Kritik an der Genauigkeit der von Edmond Halley, dem Astronomer Royal, formulierten Ephemeriden, insbesondere gegen die von Tycho Wing (Astrologe und Instrumentenbauer 1726 - 1776). In seiner 1741 erschienenen Ausgabe von The British Telescope beschrieb er die Bahn des bevorstehenden Venustransits von 1769 als gekrümmt und die Planetenbewegung als elliptisch, was die Aufmerksamkeit der Zeitschrift Royal Astronomer auf sich zog.

## Landvermessung
1734 druckte Weaver Proposals for making and publishing for Subscription an actual Survey of the County of Lincoln. Das Projekt wurde begonnen, aber nicht vollendet, so dass nur eine Karte und Messungen bestimmter Straßen und Peilungen zwischen Orten übrig blieben. Ein Korrespondent des The Gentleman's Magazine beschrieb Weaver, nachdem er das Projekt in seinem Besitz gesehen hatte, als „einen bekannten Astrologen, Almanach-Macher, Quacksalber und Landvermesser“.  Die vorgeschlagene Vermessung von Lincolnshire sollte alle Wapentakes (Verwaltungsgliederung des Danelag), Kirchen, Kapellen, religiöse Häuser, Schlösser und Parks, bemerkenswerte Häuser, Schlösser und den Adel umfassen. Es würde alle Gemeinden, Siedlungen, Wasserwege, Brücken und Straßen umfassen, mit zeitgenössischer technischer Ausrüstung durchgeführt und vollständig indexiert werden.

## Weitere Informationen
- Weaver, Edmund: The British Telescope: Being an Ephemeris of the Coelestial Motions with an Almanack for the Year of Our Lord 1741. Nachdruck: Gale Ecco (2010). Auch gedruckt 1725 und 1731